# Источноевропска низија
Источноевропска низија, некада позната и као Руска равница, предоминантно међу руским научницима, или историјски Сарматска низија), је велика равничарска област која се протежне источно од Северноцентралне европске равнице, и састоји се од неколико платоа који се простиру отприлике од око 25 степени лонгитуде на истоку. Она обухвата најзападнију Волинијско-подолску узвишицу, Централну руску узвишицу и на источној граници обухвата Волгину узвишицу. Равница обухвата и низ главних речних сливова, као што су Дњепски слив, Ока-Донска равница и слив Волге. Уз најјужнију границу источноевропске равнице налазе се Кавкаски и Кримски планински ланци. Заједно са Северноевропском равницом (која покрива већи део северозападне Француске, Холандије, Немачке до североисточне Пољске) и обухвата Балтичке земље (Естонију, Летонију и Литванију), Молдавију, југоисточну Румунију и њену најјужнију експанзију, Подунавску равницу у северној Бугарској. То чини Европску равницу, највећим безпланинским делом европског пејзажа.
Источна европска низија покрива потпуно или већи део Балтичких држава, Белорусију, Украјину, Молдавију, Румунију и европски део Русије. Равница се простире на око 4.000.000 km2 (2.000.000 sq mi) и у просеку је на око 170 m (560 ft) надморске висине. Највиша тачка равнице, која се налази у Валдајском побрђу, лежи на 346,9 m (1.138,1 ft).

## Природне одлике

### Рељеф
Источноевропска низија представља пространо равничарско подручје са махом јасним границама. Простире се од Балтичког мора и Висле на западу, до реке Урал и планине Урал на истоку. Равница је са југа ограничена Црним морем и Кавказом, док је са севера ограничавају Баренцово море и Северни ледени океан. Надморска висина Европске низије се креће махом у опсегу 0-200 м, а у неким деловима она је и депресија (приобаље Каспијског језера). У средишњем делу издиже се једино побрђе - (Валдајско побрђе), висине 346,9 метара. То је и највиша тачка низије (кота Макушка Валдаја).

### Клима
Источноевропска низија се налази у хладнијем климату, од умереноконтиненталне климе у црноморском приморју до до поларне климе на крајњем североистоку (северни Урал). Већи део низије је у области оштрије континенталне климе. Од запада ка истоку опада количина падавина, а расту разлике у годишњим температурама. Југоисточни део има одлике степске климе.

### Воде
Кроз Источноевропску низију протиче низ важних европских река. У Балтичко море се уливају Њемен, Западна Двина и Нева, у Северни ледени океан Северна Двина и Печора, у Црно море Дњестар, Дњепар, Дон, док се Волга и Урал (граница) уливају у Каспијско језеро. Волга, као највећа европска река, има низ великих притока, попут Каме или Оке.
Језера у Источноевропској су честа у северној половини, сва ледничког порекла.. Ту су положена и највећа европска језера Ладога и Оњега (северозападна граница). Готово сва језера су ледничког порекла. На великим рекама постоји низ вештачких језера, која спадају међу најпространија такве врсте у свету.

### Биљни и животињски свет
Јужни део Источноевропске низије је некада био степа, док је данас махом под обрадивим земљиштем и позната је житница (подручје украјинског и руског чернозема). Средишњи део је некада био искључиво под бујним листопадним шумама, које су данас добрим делом искрчене. У северном делу Русије и у Финској очуване су четинарске шуме. У југоисточном углу низије јављају се и трагови пустиња.

## Унутрашња подела
Ова велика равница је подељена више мањих области, од којих су најпознатије:
- Валдајско побрђе
- Средњоруско побрђе[13][14][15]
- Поволшко побрђе
- Подњепровље
- Црноморско приморје
- Каспијска депресија

## Политичка подела
- Русија (европски део)
- Украјина
- Белорусија
- Пољска (источно од Висле)
- Финска
- Естонија
- Летонија
- Литванија
- Молдавија
- Казахстан (европски део)

## Становништво
Источноевропска низија, мада ређе насељена него остатак Европе, даје значајан део европског становништва. Претежни су источнословенски и балтички народи. Становништво је гушће насељено на југу (и преко 100 ст./км²), док је на северу ретко насељено (мање од 10 ст./км²). Најгушће су насељене области око великих градова (Москва, Санкт Петербург, Кијев, Минск, Доњецка област).

## Насеља и агломерације
Источноевропска низија је позната по низу великих градова. Ту је смештен низ великих градова од значаја не само за континент, него и на нивоу света. Посебно треба да се истакне: Москва, Санкт Петербург, Кијев, Минск, Харков, Хелсинки, Рига, Одеса, Ростов на Дону, Вилњус, Талин, Нижњи Новгород, Казањ, Самара, Кишињев. Од агломерација потребно истаћи Доњецку област.